# Algemene Spaar- en Lijfrentekas

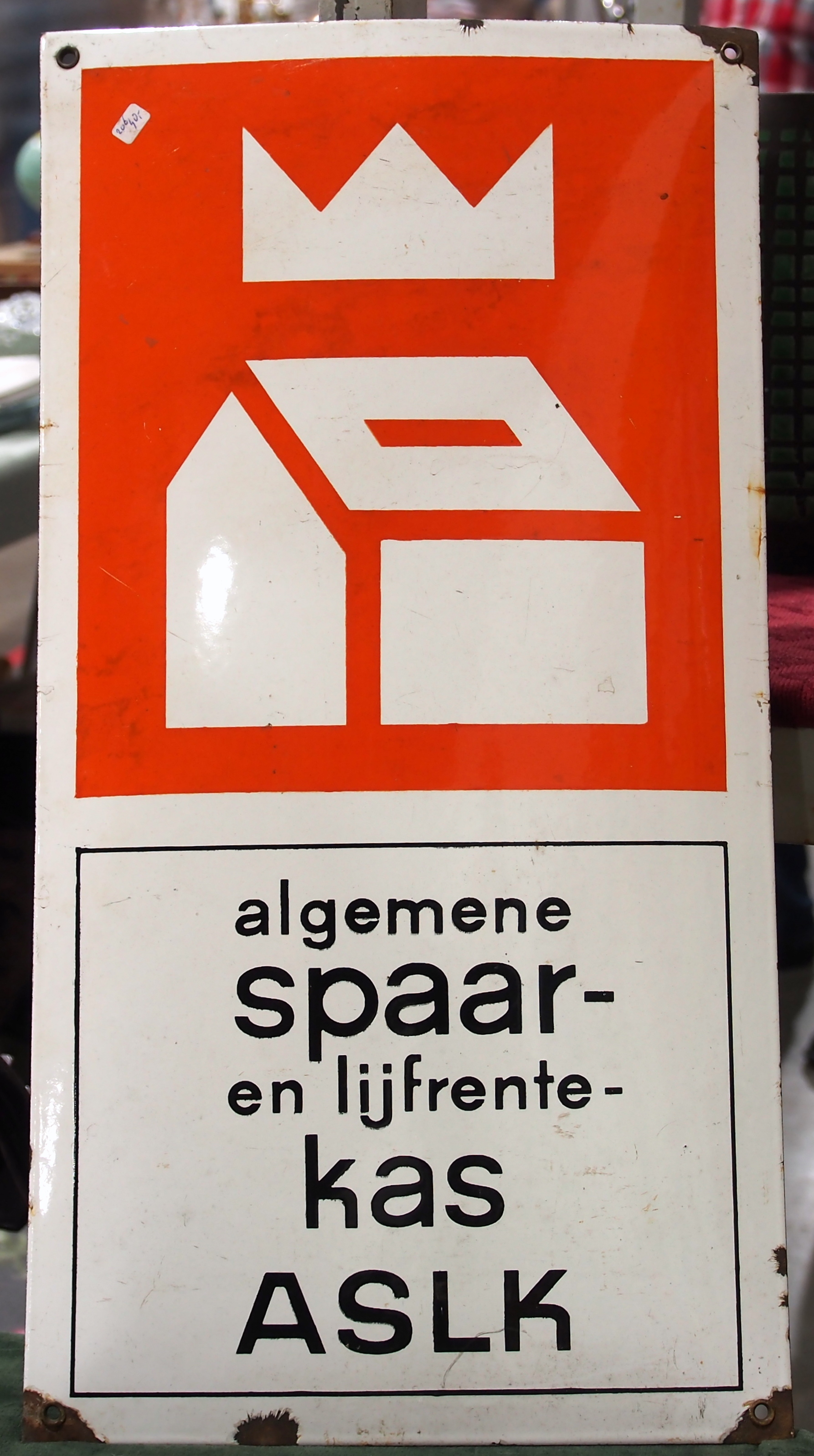
Logo van de ASLK

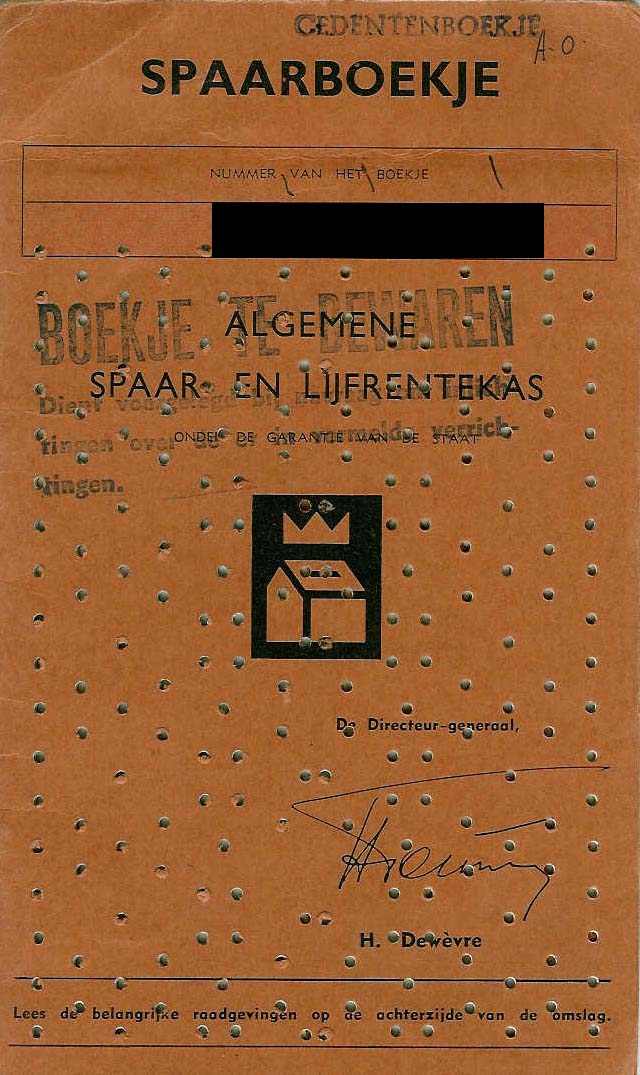
ASLK-spaarboekje

De Algemene Spaar- en Lijfrentekas, afgekort ASLK (Duits: Allgemeine Spar- und Rentenkasse of ASRK; Frans: Caisse générale d'épargne et de retraite of CGER) was een Belgische bank die in 1850 als de Lijfrentekas werd opgericht en in 1999 met onder meer de Generale Bank opging in Fortis Bank.

## Geschiedenis
De instelling was op initiatief van liberaal minister van Financiën Walthère Frère-Orban opgericht. Bij wet van 8 mei 1850 werd het Algemeen Pensioenfonds (Frans: Caisse générale de retraite) opgericht. Op 16 maart 1865 werd deze door er een spaarbank aan toe te voegen tot de Algemene Spaar- en Lijfrentekas (Frans: Caisse générale d'épargne et de retraite) omgevormd.
Een van Frère-Orbans doelen was het verminderen van de dominantie van de Generale Maatschappij van België in het Belgische financiële systeem. Dit was ook een reden waarom hij in 1850 de Nationale Bank van België oprichtte, nadat een eerdere poging met de Banque de Belgique uit 1835 slechts beperkt succes had gekend en deze in 1848 in financiële problemen was gekomen. Frère-Orban wilde dat de ASLK spaardiensten en pensioenvoorzieningen zou aanbieden aan arbeiders en het grote publiek, geïnspireerd door spaarbanken in buurlanden, vooral de Duitse Sparkassen. De ASLK werd zo opgericht als een publieke instelling met staatsgarantie en kreeg twee belangrijke functies mee:
- het verbeteren van de materiële situatie van de sparende kleine man,
- het aantrekken van zo veel mogelijk slapend kapitaal om dat te herbeleggen in de economie.

In 1870 begon de ASLK haar diensten te verdelen via het Belgische postnetwerk, waardoor het in de praktijk het postspaarbanksysteem van België werd. Voorheen maakte het gebruik van de loketten van de Nationale Bank van België en in 1866 werd het eerste kantoor geopend in Lokeren. Het aantal spaarrekeningen groeide snel, van 730.000 in 1890 tot 3,1 miljoen in 1913.
De Belgische regering gaf de ASLK geleidelijk toestemming om haar activiteiten uit te breiden met extra bankdiensten. In 1884 begon de ASLK met het verstrekken van landbouwkredieten, vanaf 1889 bood ze hypotheken en daaraan gekoppelde levensverzekeringen aan arbeiders aan (zo werd ze de eerste bank-verzekeraar) en in 1903 startte ze met arbeidsongevallenverzekeringen. In de eerste helft van de 20e eeuw speelde de ASLK een belangrijke rol bij de financiering van de Belgische woning- en landbouwontwikkeling. De instelling werd ook bekend met het schoolsparen, waarbij men elke week spaargeld gaf aan de onderwijzer(es) om het te deponeren bij de ASLK.
Na de Tweede Wereldoorlog breidde de ASLK haar activiteiten verder uit naar exportkredieten en leningen aan de industrie, en verleende ze ook aanzienlijke leningen aan de Belgische Staat.
Vanaf 1959 bouwde de ASLK haar eigen kantorennetwerk uit en in 1975 kreeg ze uiteindelijk een algemene bankvergunning. In 1980 werd ze ook gemachtigd om haar activiteiten internationaal uit te breiden.
Midden jaren 1980 ijverden de regering-Martens VI met minister van Begroting Guy Verhofstadt voor de privatisering van de ASLK. Eind jaren 1980 nam de bank een participatie in Banque UCL, het latere Fortis Banque Luxembourg. Eind 1992 werd dit belang verhoogd en werd de ASLK meerderheidsaandeelhouder. Dat jaar werd de ASLK opgesplitst in twee naamloze vennootschappen: ASLK-Bank (voor bankdiensten) en ASLK-Verzekeringen (voor verzekeringen). Deze verandering kwam er mee onder invloed van de realisatie van de Europese eenheidsmarkt die de concurrentie moest stimuleren.
In 1993 nam de Fortis-groep 50% van de aandelen van zowel ASLK-Bank als ASLK-Verzekeringen van de Belgische Staat over. Fortis verhoogde zijn belang tot 74,9% in 1997 en tot 100% in 1998. Ondertussen nam de ASLK in 1996 de Nationale Maatschappij voor Krediet aan de Nijverheid over, een andere Belgische overheidsbank. In 1999 fuseerde Fortis de ASLK met de Generale Bank, VSB Bank en MeesPierson. Sinds 2009 maken de voormalige ASLK-activiteiten deel uit van BNP Paribas Fortis.

## Hoofdzetel
De ASLK was aanvankelijk gevestigd in een voormalig privéwoning, het Hôtel de Marnix, gelegen aan de Eikstraat (nr. 13). Dit gebouw werd in de jaren 1880 gesloopt om plaats te maken voor het Koninklijk Atheneum van Brussel. In 1874 verhuisde de ASLK naar een nieuw gebouw in neorenaissancestijl, ontworpen door architect Antoine Trappeniers, aan het De Brouckèreplein (nr. 31).
In 1888 besloot de ASLK een nieuw hoofdkantoor te bouwen aan de nabijgelegen Wolvengracht. Dit gebouw werd ontworpen door architect Hendrik Beyaert, geholpen door Paul Hankar voor het metaalwerk, en werd voltooid in 1893. Ondertussen verkocht de ASLK haar voormalige hoofdzetel in 1891 aan Prosper en Édouard Wielemans, die het verbouwden en extra verdiepingen toevoegden, waarna het in 1894 werd geopend als het Hotel Métropole.
Het ASLK-complex aan de Wolvengracht werd in de loop van de tijd meerdere keren uitgebreid: 1901–1904 (architect Henri Van Dievoet), 1910-1918, 1930-1934 en 1947-1953 (architect Alban Chambon, 1969-1975 (architect Marcel Lambrichs) en 1980-1986 (architecten Albert De Doncker, Philippe Samyn, Walter Bresseleers en Jacques Wybauw en architectenbureau Erauw, Lievens and Douglas). De tweede uitbreiding door Chambon, ingehuldigd in 1953, verving de voormalige directeurswoning en werd gebouwd in een monumentale stijl met natuursteen en gevels bekleed met koper. Het bevatte een decoratieve fries van beeldhouwer Oscar Jespers en geavanceerde technische installaties. Een van de uitbreidingen uit de jaren 1980 stortte in 2013 tijdens renovatiewerken in.
In 2011, na de overname van de Belgische activiteiten van Fortis door BNP Paribas, verkocht BNP Paribas Fortis het zuidelijke blok van het complex aan projectontwikkelaar Allfin. Het werd herontwikkeld voor gemengd gebruik, waaronder appartementen, kantoorruimtes en een school.

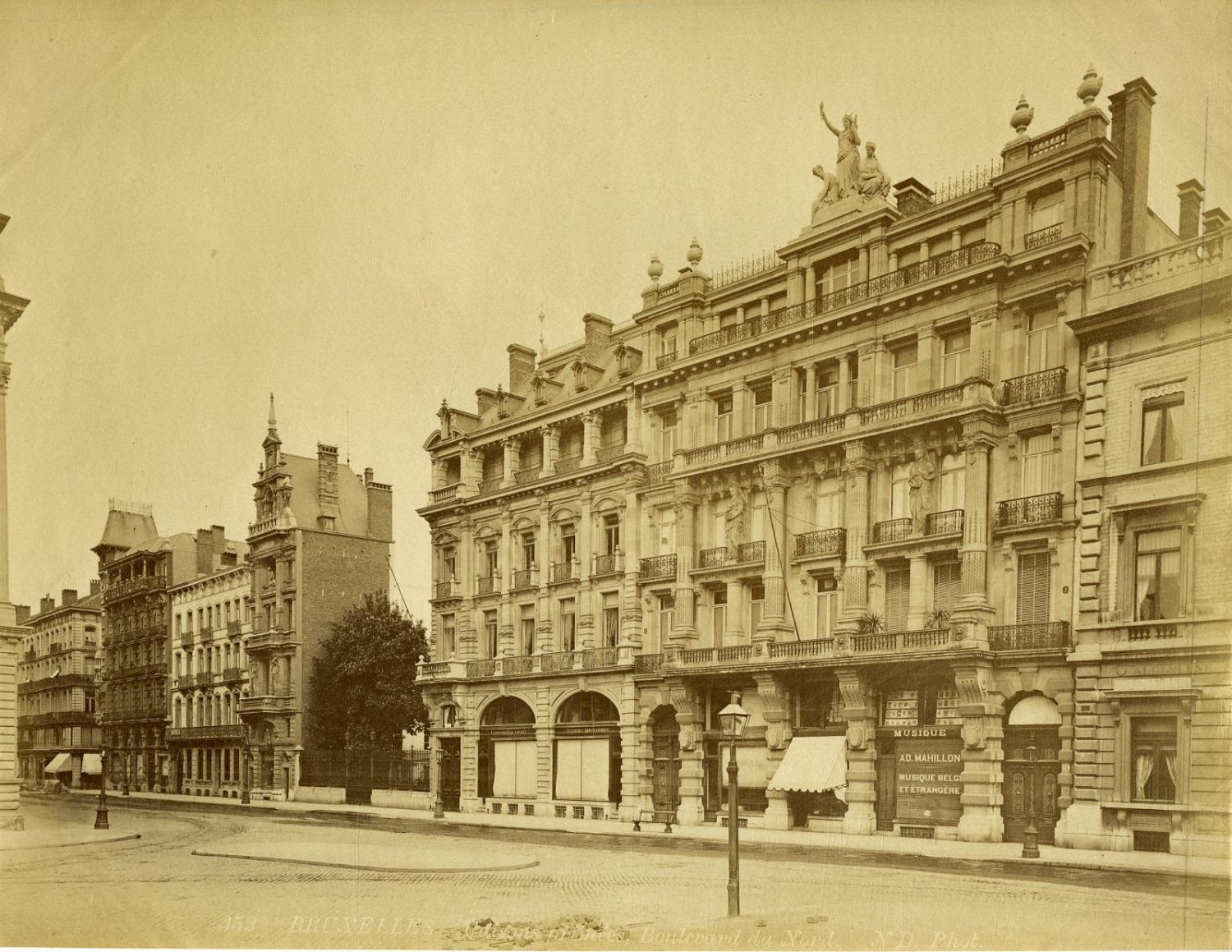
ASLK-hoofdzetel aan het De Brouckèreplein (uiterst rechts), naast het Café Métropole
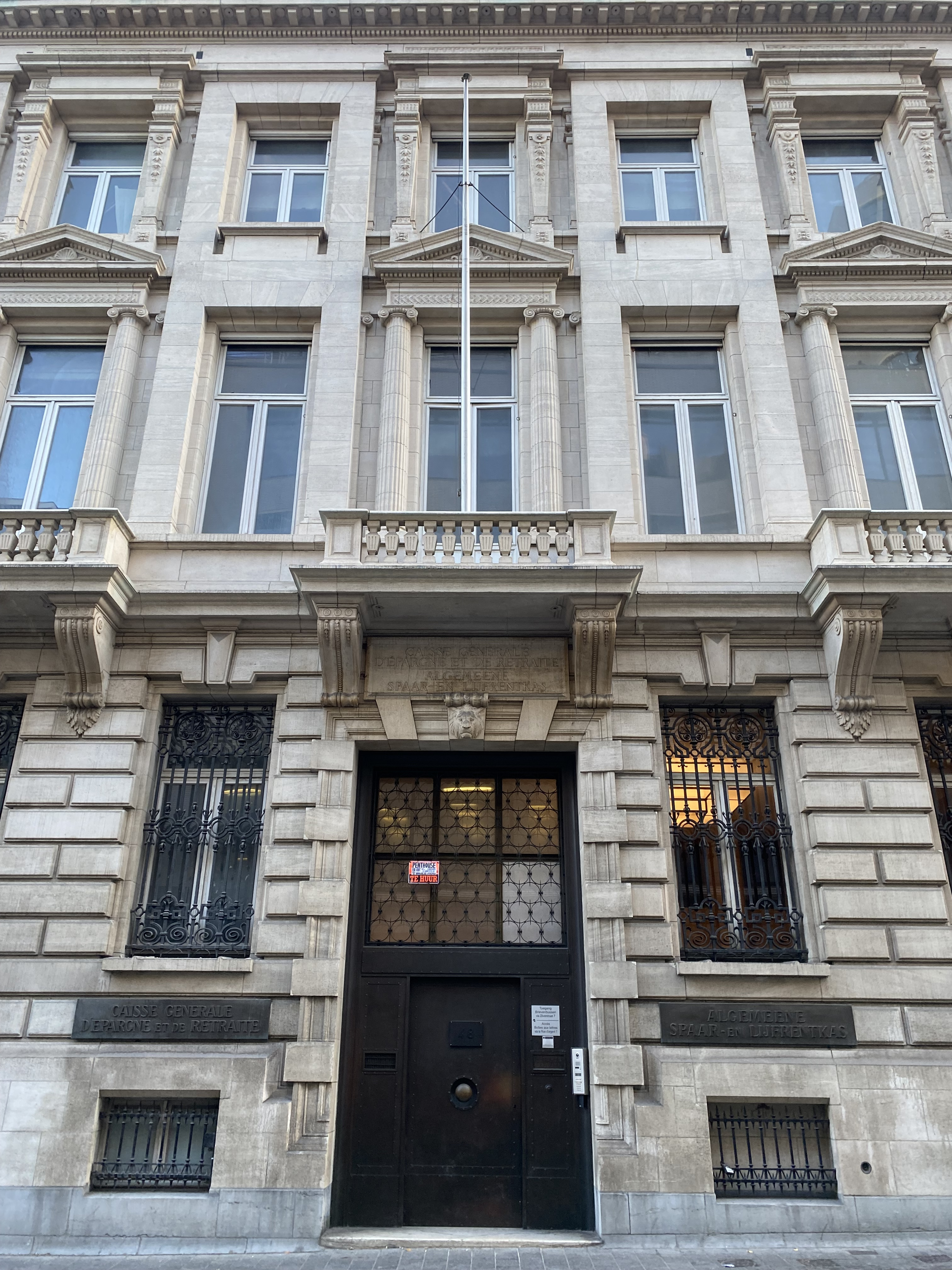
Hoofdingang aan de Wolvengracht
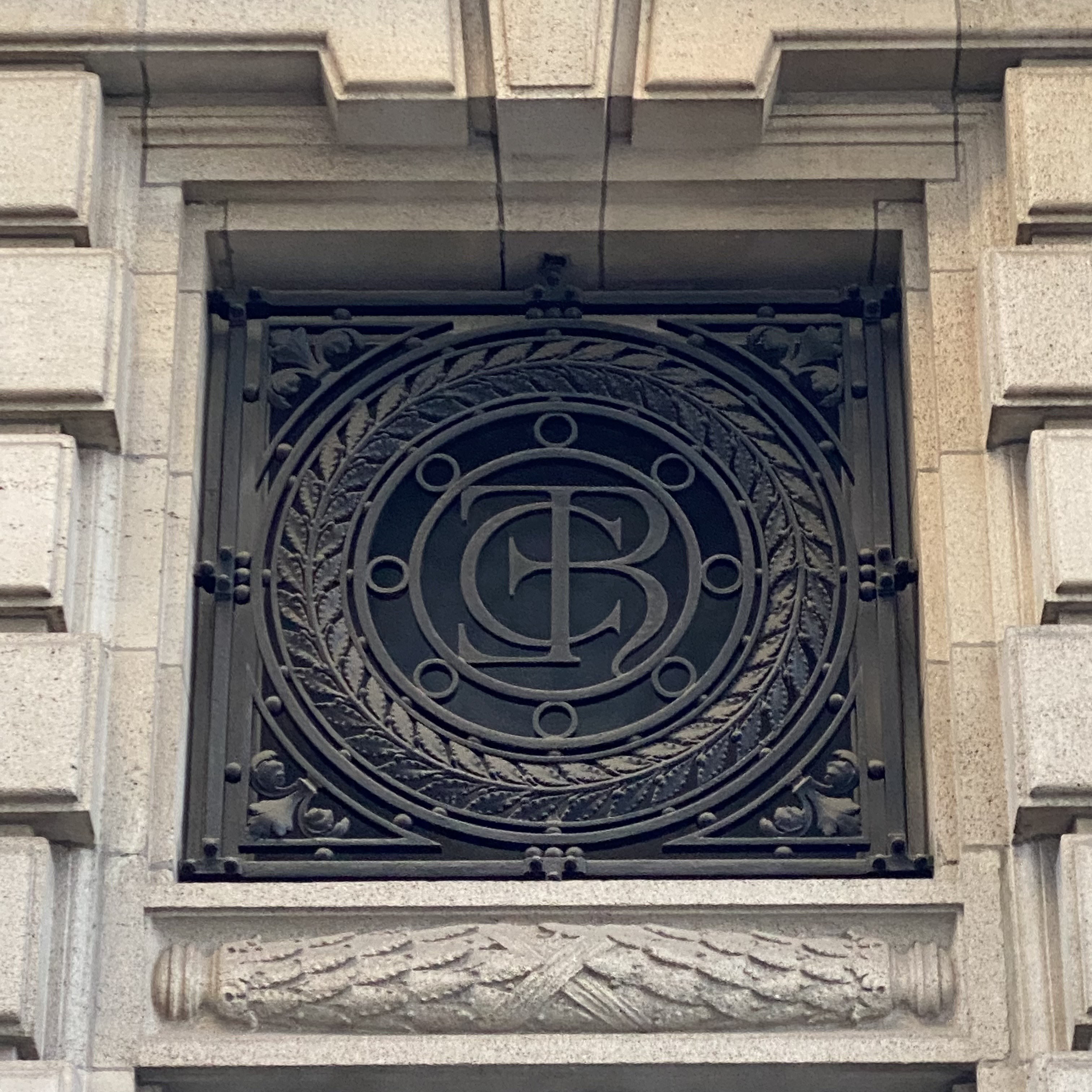
Metaalwerk met initialen in de Zilverstraat
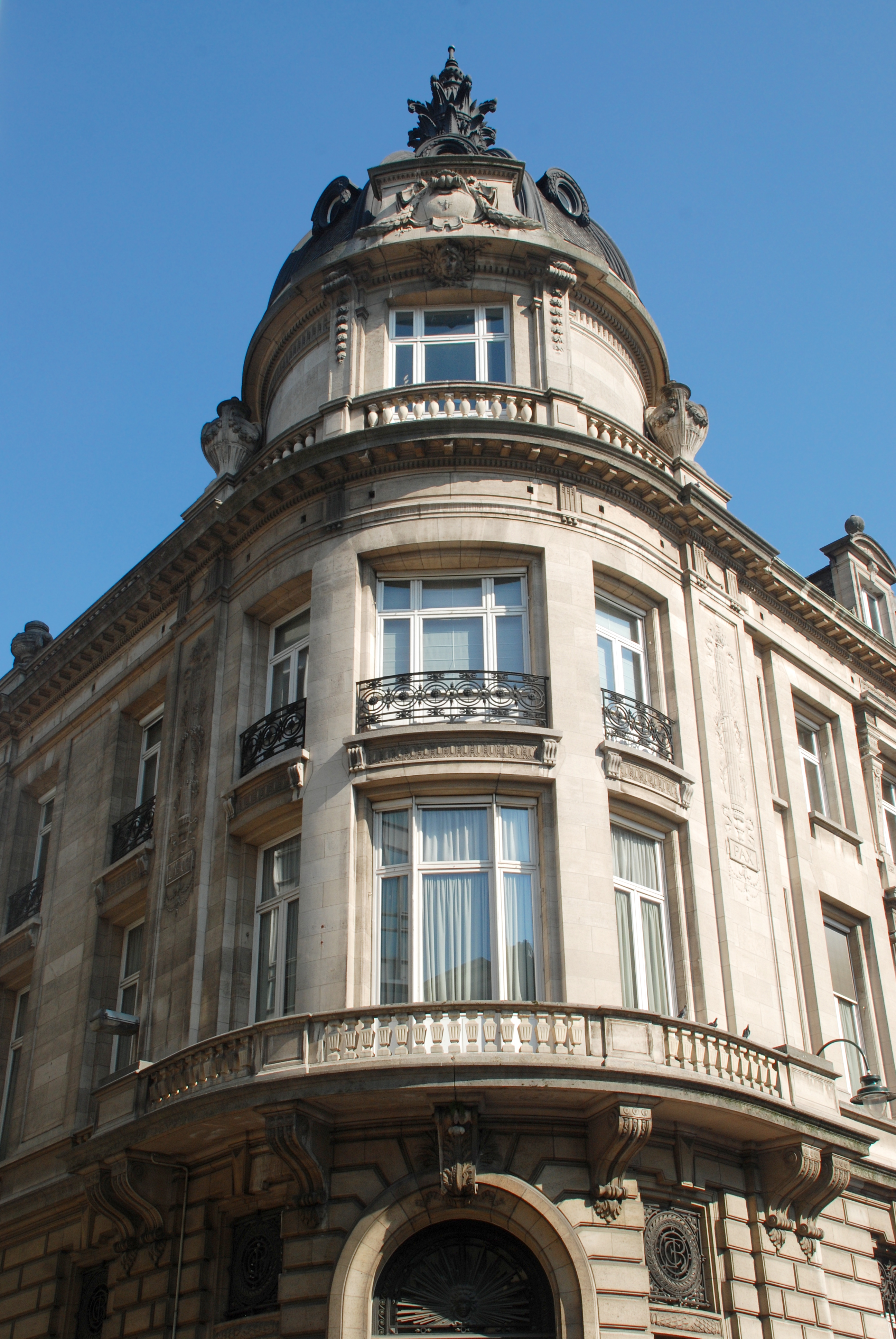
Rotunda op de hoek van de Wolvengracht en de Zilverstraat, ontworpen door Alban Chambon in de jaren 1910
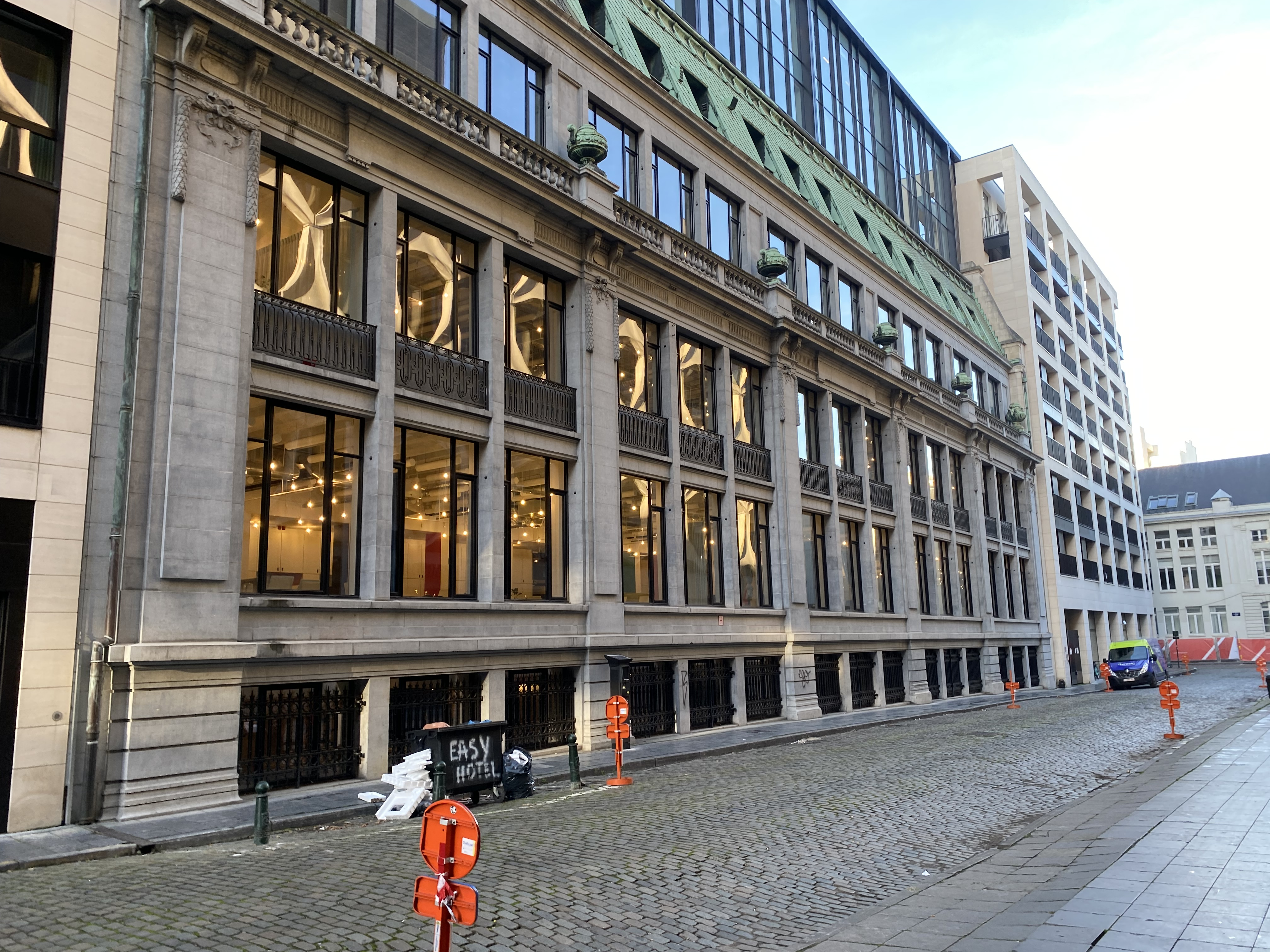
Uitbreiding in de Kreupelenstraat, ontworpen door Chambon in de jaren 1930
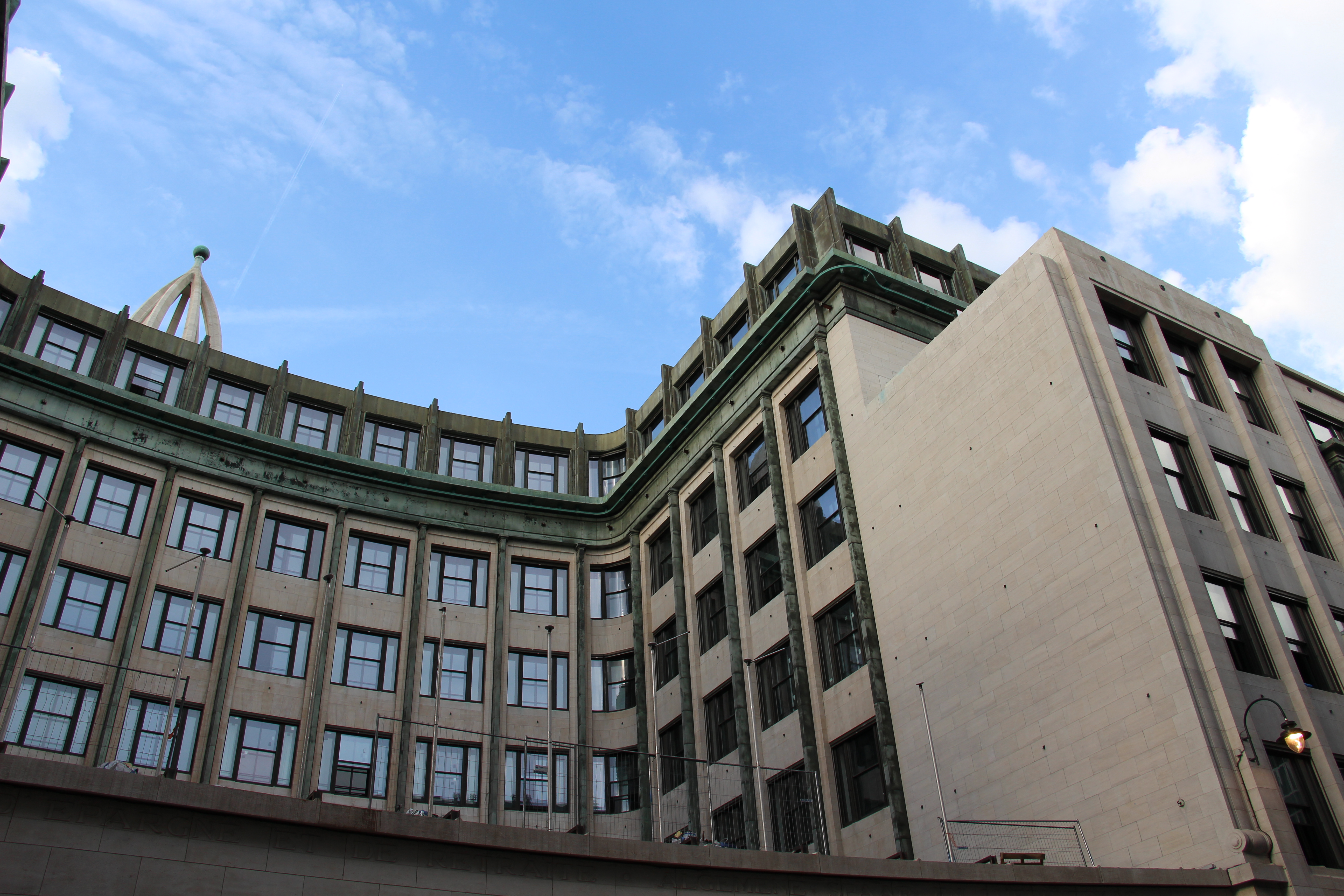
Uitbreiding in de Wolvengracht, ontworpen door Chambon eind jaren 1940
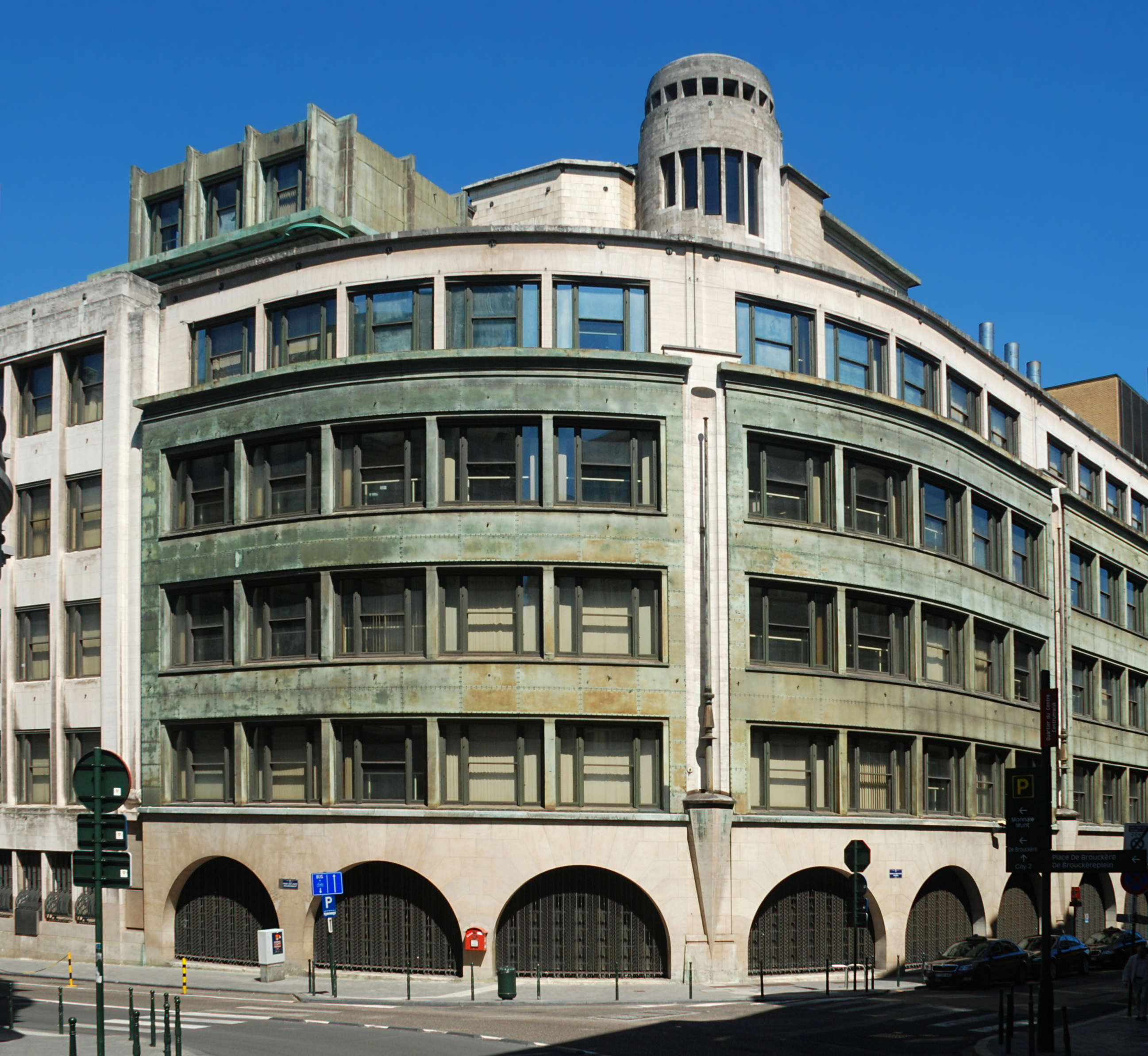
Uitbreiding op de hoek van de Warmoesberg en de Wolvengracht (eind jaren 1940)
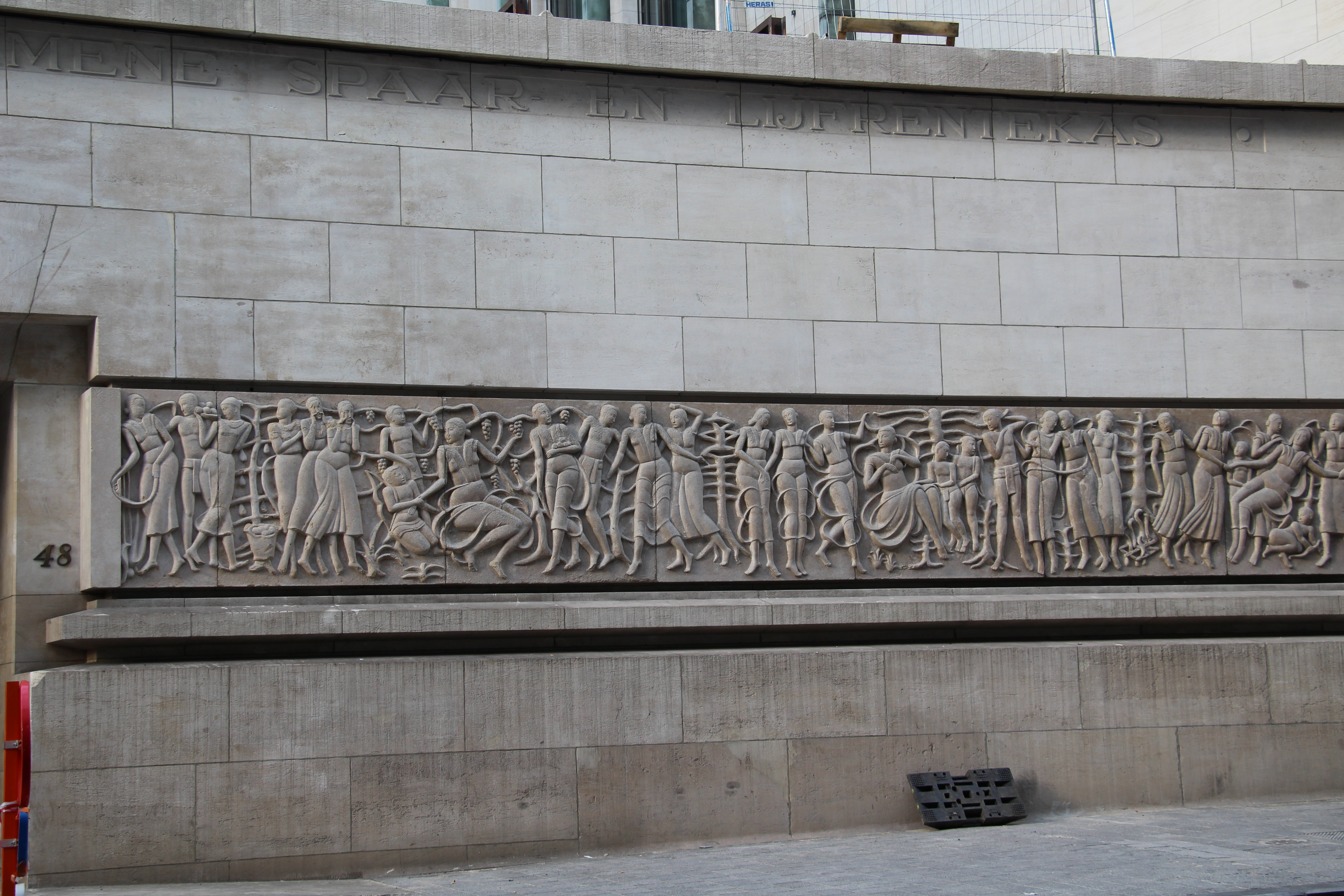
Decoratieve fries door Oscar Jespers
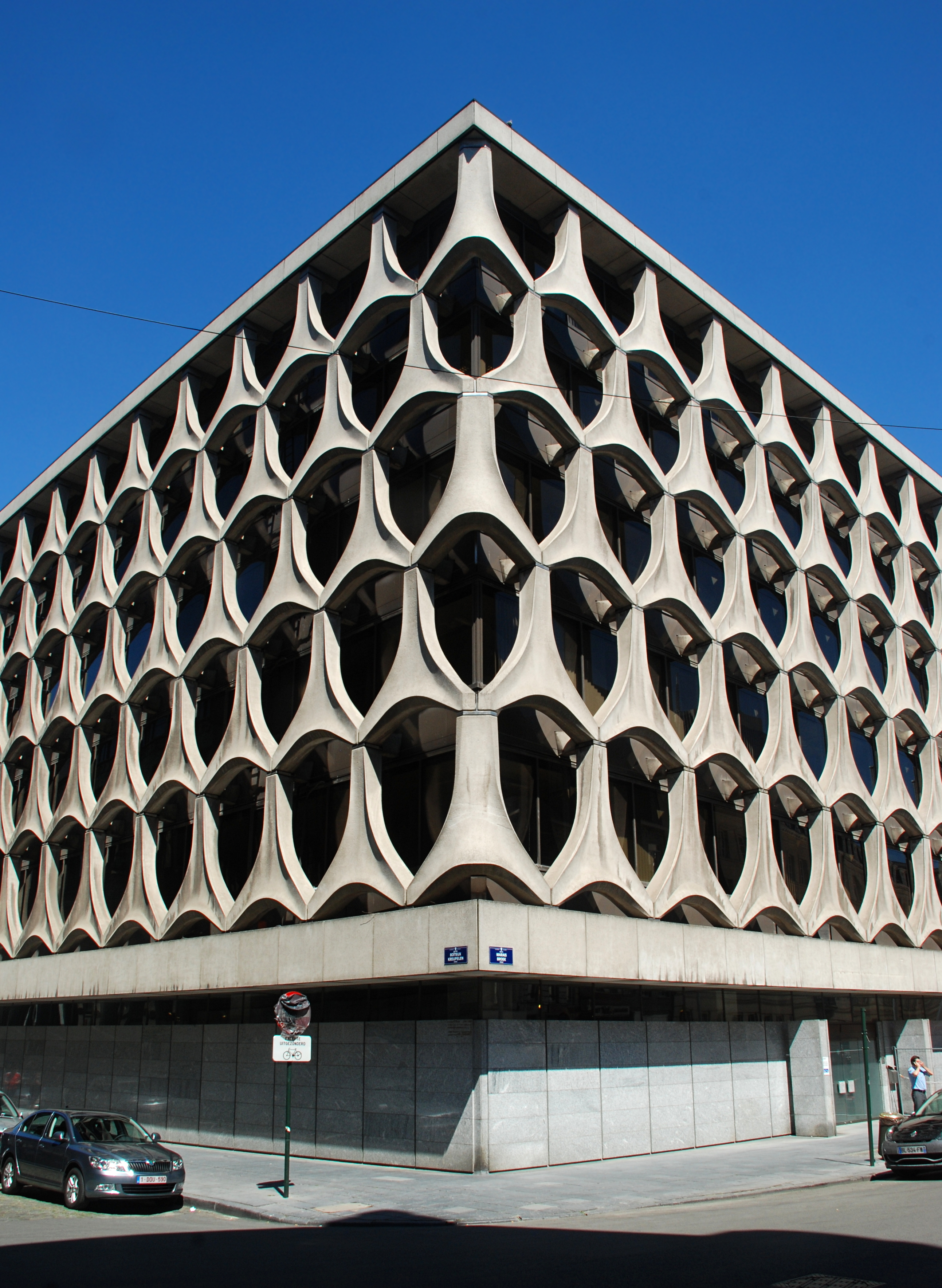
Uitbreiding in de Broekstraat (jaren 1970)
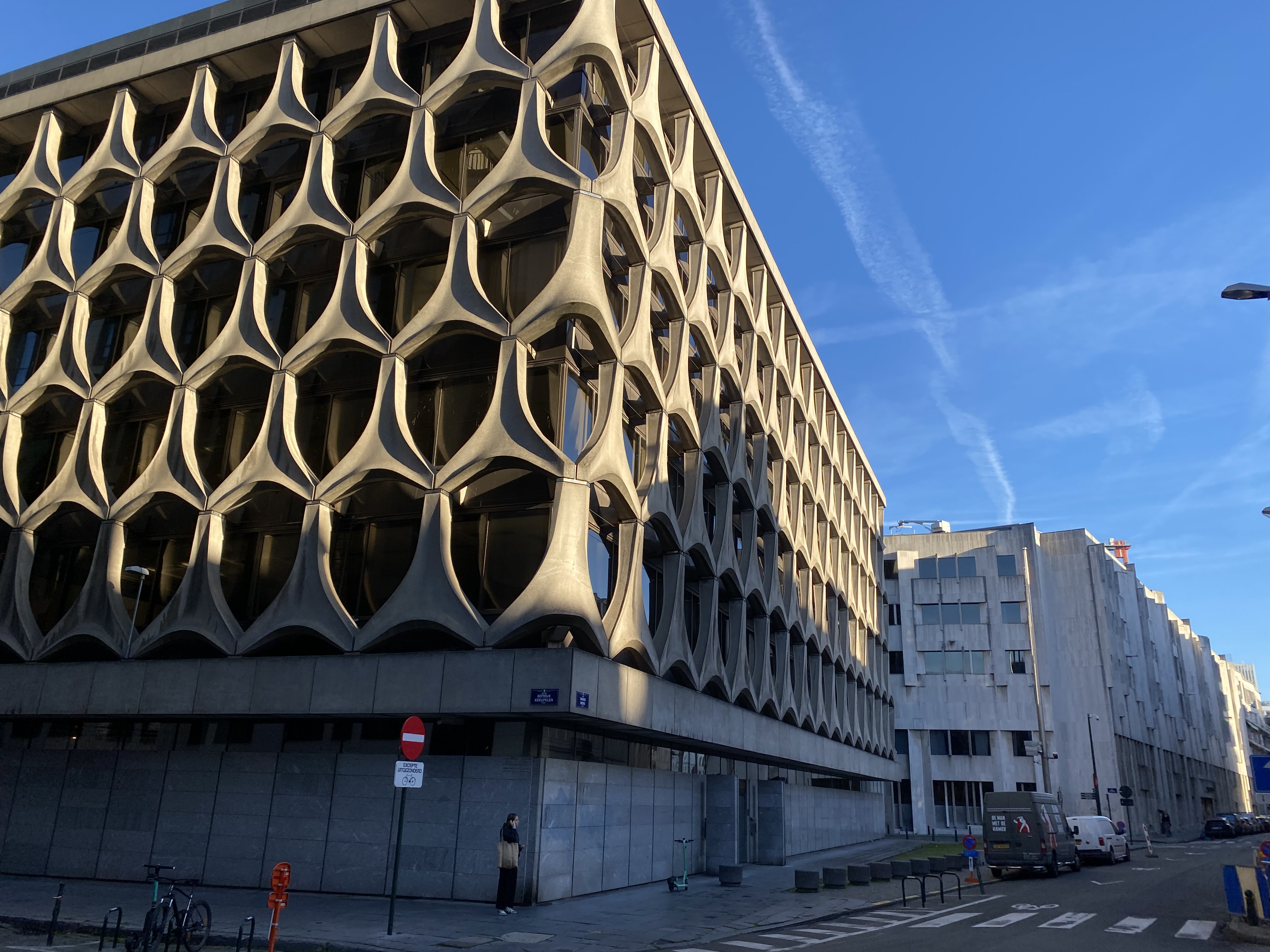
Uitbreiding in de Broekstraat (jaren 1970) met links het ontwerp van architectenbureau Erauw, Lievens and Douglas